# П'єтро Д'Елія
П'єтро Д'Елія (італ. Pietro D'Elia; нар. 20 квітня 1946, Салерно) — італійський футбольний арбітр, арбітр ФІФА з 1982 по 1992 рік.

## Кар'єра
Дебютував як головний арбітр у Серії А 22 травня 1977 року в матчі «Катандзаро» — «Лаціо» (1:2) і загалом відсудив 192 гри у найвищому італійському дивізіоні до 1992 року, коли він змушений був завершити кар'єру через досягнення вікових обмежень.
Він судив велику кількість «класичних» матчів Серії А, в тому числі 2 міланських дербі, 5 римських дербі, 3 туринських дербі, 2 ліхтарних дербі, по 5 матчів «Ювентус» — «Інтернаціонале» та «Ювентус» — «Мілан», а також плей-оф за вихід в Кубок УЄФА 1988/89 між «Ювентусом» і «Торіно». У 1988 році він судив перший історичний розіграш Суперкубка Італії між «Міланом» і «Сампдорією», а в 1990 році він відсудив обидва фінали Кубка Італії між «Ювентусом» і «Міланом».
У 1982 році він отримав статус арбітра міжнародного і в подальшому відсудив ряд міжнародних ігор. Зокрема він був лінійним арбітром у штабі свого співвітчизника Паоло Бергамо на матчі півфіналу чемпіонату Європи 1984 року Франція — Португалія. У 1990 році як головний арбітр відсудив другий фінальний матч молодіжного чемпіонату Європи, в якому СРСР зіграв проти Югославії; в цьому ж році у статусі бокового арбітра відпрацював у двох матчах на домашньому чемпіонаті світу 1990 року (обидві пройшли у Барі: СРСР — Камерун 4-0 і Чехословаччина — Коста-Рика 4-1);
6 травня 1992 року судив фінал Кубка володарів кубків між Вердером і «Монако» в Лісабоні, в якому 2:0 виграла німецька команда на чолі з Отто Рехагелем.
По завершенні суддівської кар'єри став працювати функціонером у Федерації футболу Італії